# Наполитано, Данило
Данило Наполитано (итал. Danilo Napolitano, 31 января 1981 года, Виттория, провинция Рагуза, Сицилия, Италия) — итальянский профессиональный шоссейный велогонщик. Младший брат велогонщика Массимилиано Наполитано. В 2009—2010 годах выступал за велокоманду «Катюша». Победитель этапа на Джиро д’Италия и трёхкратный победитель Кубка Бернокки.

## Победы
2005
Тур Гватемалы — этап 1
Кольцо водохранилища
Неделя Коппи и Бартали — этап 3
Тур Бриксии — этап 3
Кубок Бернокки
Тур Пуату — Шаранта — этапы 2 и 5
Тур Романьи
2006
Тур Средиземноморья — этап 1
Неделя Коппи и Бартали— этапы 1 и 4
Тур Австрии — этапы 1 и 5
Тур Бриксии — этап 3
Кубок Бернокки
2007
Джиро д’Италия — этап 9
Вуэльта Мурсии — этап 5
Тур Словении — этап 1
Кубок Бернокки
Тур Польши — этап 5
Гран-При Мизано-Адриатико
2008
Тур Катара — этап 5
Тур провинции Гроссето — этап 3
2009
Вуэльта Андалусии — этап 1
Три дня Западной Фландрии — этап 2
Неделя Коппи и Бартали — этап 1
Тур Люксембурга — этап 1
2010
Четыре дня Дюнкерка — этап 2
Тур Валлонии — этап 1
2012
Тур Валлонии — этапы 2, 4, 5 и очковая классификация
Круг Лотарингии — этап 4
2013
Три дня Западной Фландрии — этап 1
2014
Омлоп ван хет Васланд
 Очковая классификация Три дня Западной Фландрии
2015
Boucles de la Mayenne — этап 3